# Libošovice
Libošovice è un comune della Repubblica Ceca facente parte del distretto di Jičín, nella regione di Hradec Králové.

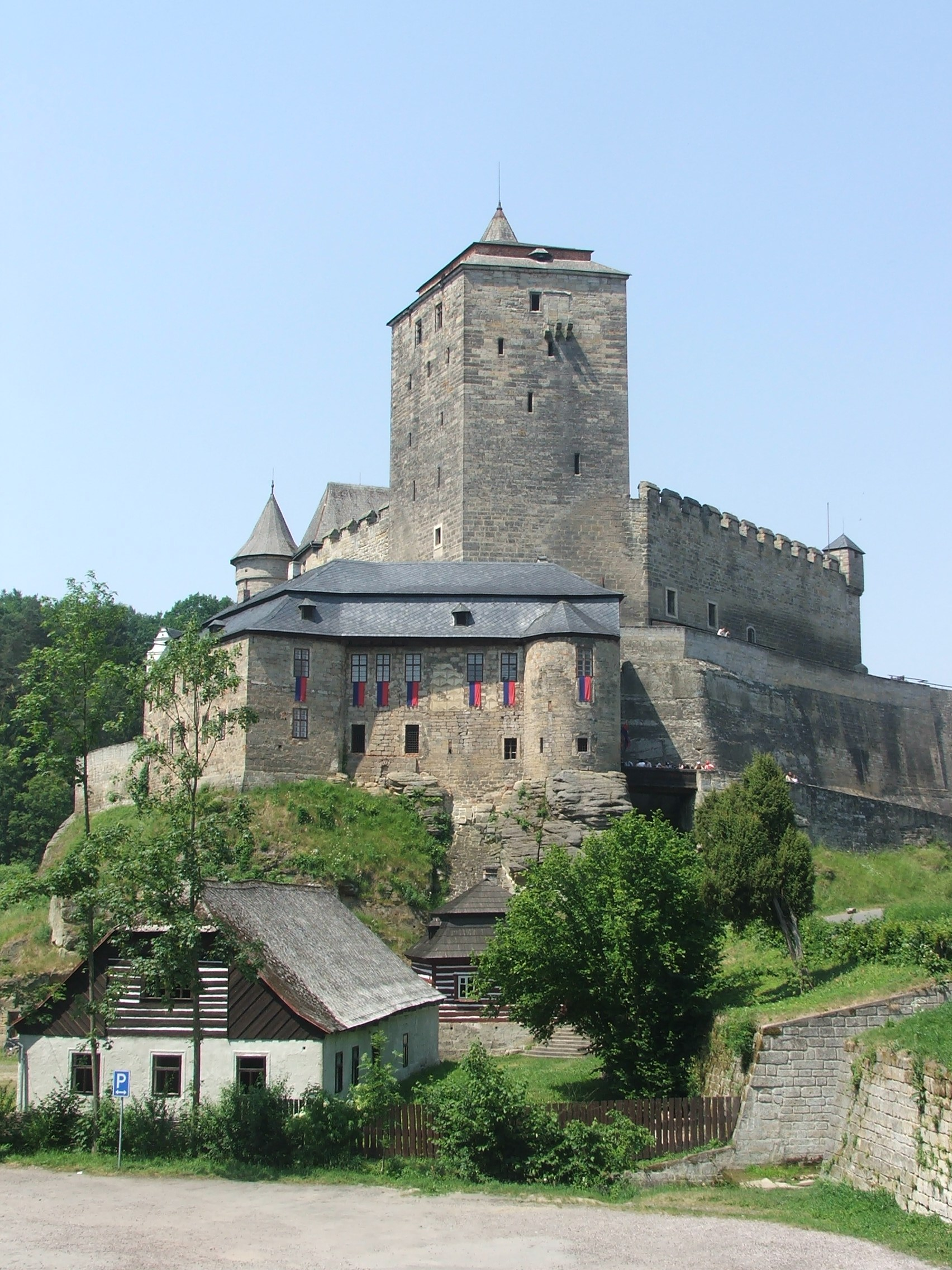
Castel Kost

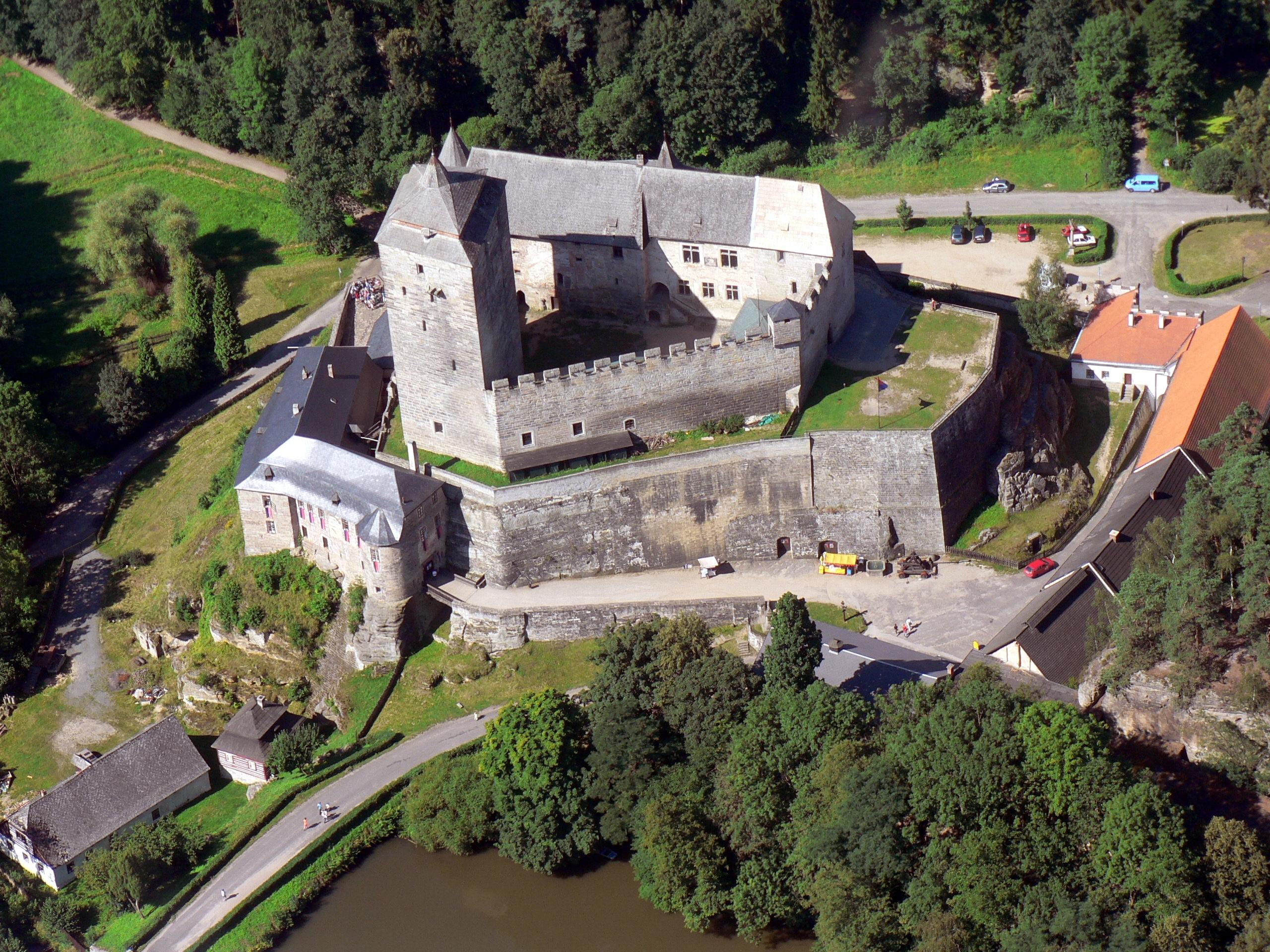
Vista dall'alto

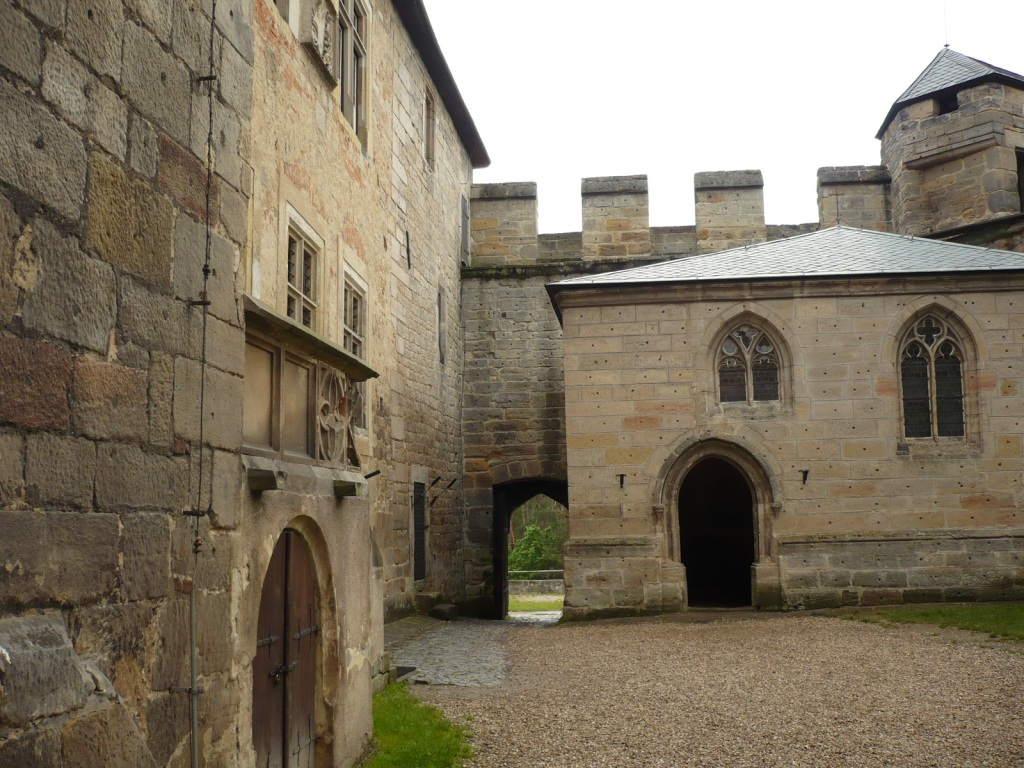
La cappella del castello

## Castel Kost
In ceco, kost significa 'osso': questo antico castello iniziato in forme gotiche porta questo nome in quanto lo si volle "duro come un osso", in quanto assai difficile da conquistare.
Il primo proprietario del castello, Beneš z Vartemberka, dell'antica famiglia nobiliare boema dei Vartenberk, è ricordato nell'anno 1349, quando sorse il nucleo più antico dell'edificio.
Passato nel XV secolo agli Šelmberk, nel XVI era in possesso dei Bibrštein, per poi passare nelle mani di Albrecht von Wallenstein.  Oggi è di proprietà della famiglia Kinsky.
Degne di nota sono la "Torre bianca" (Bílá Věž), di forma trapezoidale, e la cucina rinascimentale del palazzo.